# Palacio Güell
El palacio Güell (en catalán: palau Güell) es un edificio diseñado por Antoni Gaudí y encuadrado en la corriente del modernismo catalán. Está situado en la calle Nou de la Rambla de Barcelona, cerca del puerto y el paseo marítimo de la ciudad. El palacio fue encargado a Gaudí por Eusebio Güell, quien sentía una gran admiración por el arquitecto y financió varias de sus más conocidas obras. Gaudí puso todo su empeño en esta obra, ya que era su primer encargo importante, y muestra de ello es que llegó a idear hasta veinticinco soluciones distintas para el diseño de la fachada. Para este proyecto contó con la colaboración de Francesc Berenguer, uno de sus más fieles ayudantes. La construcción se realizó entre los años 1886 y 1890.
Esta obra pertenece a la etapa orientalista de Gaudí (1883-1888), periodo en que el arquitecto realiza una serie de obras de marcado gusto oriental, inspiradas en el arte del Próximo y Lejano Oriente (India, Persia, Japón), así como en el arte islámico hispánico, principalmente el mudéjar y nazarí. Gaudí emplea con gran profusión la decoración en azulejo cerámico, así como los arcos mitrales, cartelas de ladrillo visto y remates en forma de templete o cúpula.

## Historia

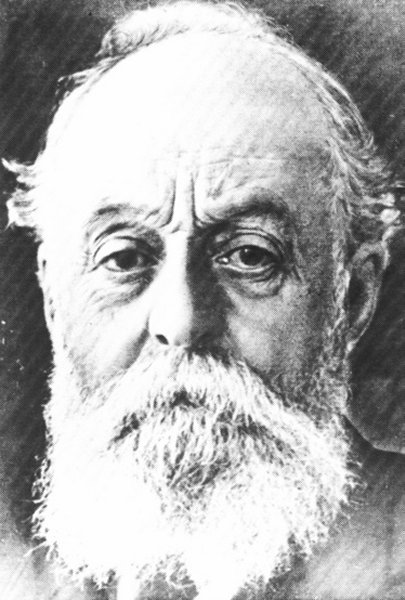
Eusebio Güell, retrato de 1915

Eusebio Güell, conde de Güell (1846-1918) fue uno de los más importantes industriales de la Cataluña de sus tiempos, así como político, científico y escritor. Era hijo de Joan Güell i Ferrer (1800-1872), un indiano que amasó una enorme fortuna en Cuba y fue promotor de diversas industrias a su vuelta a Barcelona, como la fábrica El Vapor Vell, que consiguió la exclusiva de la fabricación de panas en España. Después de estudiar Derecho, Economía y Ciencias Aplicadas en Barcelona, Francia e Inglaterra, fue el fundador con Ferran Alsina de la Colonia Güell, una colonia obrera dedicada a la industria textil. Intervino en política y amplios sectores culturales: en 1875 fue elegido concejal del Ayuntamiento de Barcelona, en 1878 diputado provincial, y también ejerció de senador del Reino. Fue, debido a su amor a la cultura catalana, presidente de los Jocs Florals (1900) y miembro de la Real Academia Catalana de Bellas Artes de San Jorge, así como presidente del Centre Català.
En 1878 conoció a Gaudí, tras quedar admirado con la vitrina para la Guantería Comella que el arquitecto exponía en la Exposición Universal de París. Desde entonces empezó una larga amistad y una fructífera relación profesional, ya que el industrial fue el principal mecenas del arquitecto. Gracias a ello su apellido es conocido internacionalmente, con obras como la Cripta de la Colonia Güell, las Bodegas Güell, los Pabellones Güell o el parque Güell, además del palacio.
Güell tenía una casa en la Rambla de los Capuchinos, que había heredado de su padre. En la calle colindante, Conde del Asalto (actual Nou de la Rambla), compró dos casas con la intención de ampliar la de la Rambla: en 1883 el número 3 a Maria Toll i Serra, y en 1886 el número 5 a la familia Boada Mas, en total 408 m². Estas casas albergaban entonces una vaquería y diecisiete domicilios arrendados, cuyas familias tuvieron que ser desalojadas. En 1887 compró también el número 3 de la calle Lancaster, en el lado contrario a la Rambla, y en 1894 el número 9 de Nou de la Rambla (esquina Lancaster) y los números 5 y 7 de Lancaster, con lo que prácticamente tenía en propiedad toda la manzana (solo le quedó el 7 de Nou de la Rambla, que no pudo adquirir). El proyecto de Güell era construir una nueva vivienda que conectase por medio de un patio interior con la de la Rambla. Gaudí diseñó el palacio Güell siguiendo la tradición de las grandes casas señoriales catalanas, como las de la calle Montcada.
El proceso administrativo de la construcción se inició el 12 de julio de 1886, cuando el señor Güell solicitó al Ayuntamiento el permiso de obras. Sin embargo, el arquitecto municipal, Antoni Rovira i Trias, presentó un informe negativo al no cumplir el proyecto el artículo 25 de las Ordenanzas Municipales, que estipulaba que las tribunas de las fachadas debían ser de hierro y cristal, frente a la de cantería que firmaba Gaudí. Pero este informe fue desestimado por la Comisión de Fomento (en fecha 24 de julio), posiblemente influida por el propio Güell, que tenía numerosos contactos en el Ayuntamiento. Finalmente se otorgó el permiso el 27 de julio, y el 12 de agosto Güell y Gaudí firmaron el enterado. El 15 de octubre se solicitó permiso para la demolición del número 3-5 de Nou de la Rambla, que fue otorgado el 23 de octubre y ratificado por la Comisión de Fomento el 6 de noviembre. Por último, el 12 de noviembre se libró el permiso de obras.

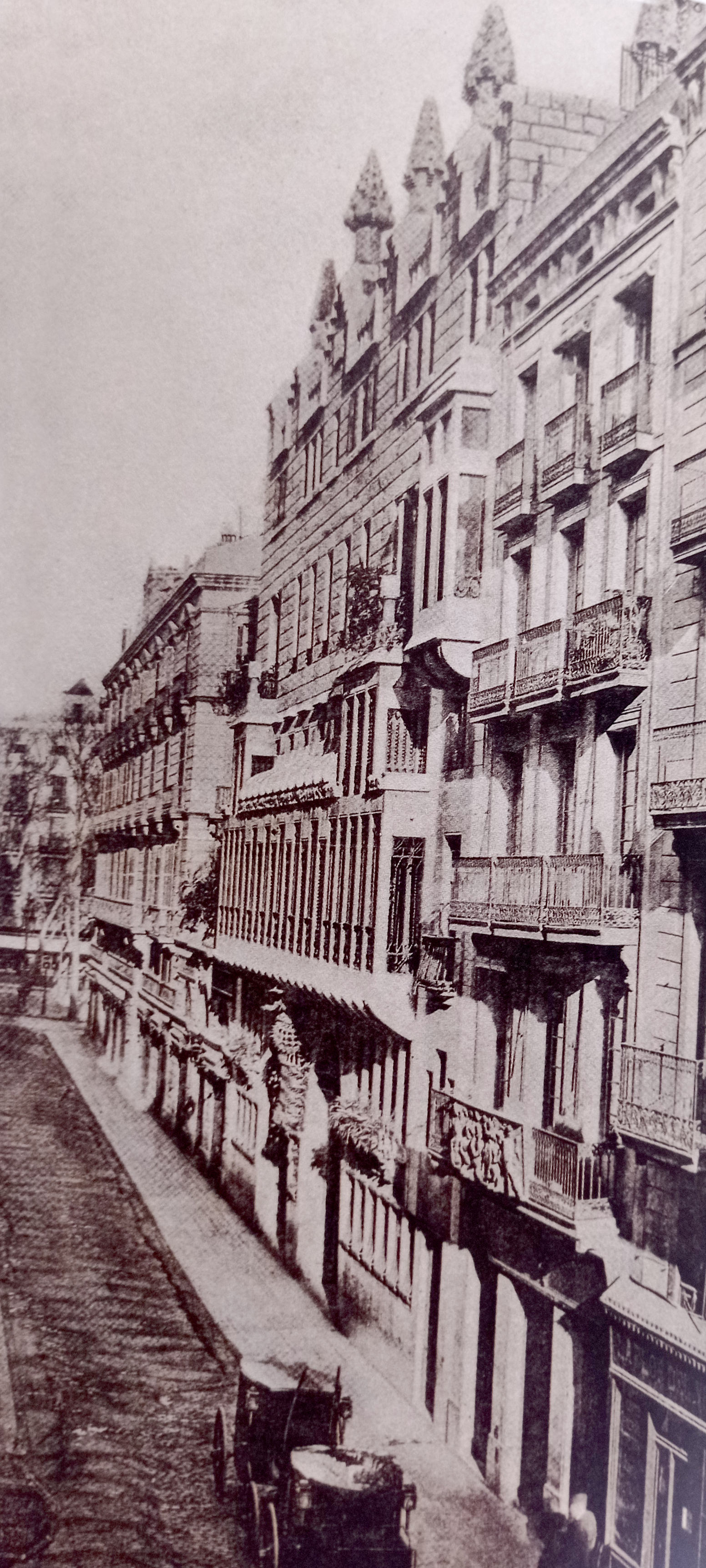
El palacio hacia 1910

Aunque los trabajos en la decoración interior se prolongaron hasta 1890, el edificio fue inaugurado en 1888, coincidiendo con la Exposición Universal celebrada en el Parque de la Ciudadela de Barcelona. Con motivo de tal evento visitaron el palacio Güell personajes como la reina regente María Cristina de Habsburgo, el rey Humberto I de Italia y el presidente de Estados Unidos Grover Cleveland. El señor Güell estaba tan orgulloso de su edificio que presentó unos planos del mismo —realizados por Joan Alsina i Arús— en la exposición dedicada a Gaudí en el Grand-Palais de París en 1910.
Eusebio Güell vivió en el palacio hasta 1906, en que se trasladó a la Casa Larrard, en el parque Güell, donde vivió hasta su fallecimiento en 1918. El Palacio Güell pasó por herencia a la viuda de Güell, Isabel López Bru (hija del marqués de Comillas) y posteriormente a sus hijas Maria Lluïsa y Mercè Güell i López. Durante la Guerra Civil sirvió como comisaría. En 1944 quiso comprarlo un millonario estadounidense, para llevarlo a su país piedra a piedra, pero finalmente lo adquirió en última instancia la Diputación de Barcelona, a cambio de una pensión vitalicia para Mercè Güell, que puso además como condición que el edificio no fuese nunca modificado y que fuese destinado a una finalidad cultural. En 1952 se instaló en el palacio Güell la Asociación de Amigos de Gaudí, hasta su traslado en 1968 a la Casa-Museo Gaudí del parque Güell. Asimismo, en 1954 se estableció en el palacio el Museo del Teatro, hasta su traslado igualmente en 1996.
Desde su adquisición por la Diputación, el palacio ha sido objeto de varias restauraciones: la primera tras su compra en 1945, efectuada por Manuel Baldrich i Tibau, centrada en la carpintería, la vidriería, la instalación eléctrica y la pintura del edificio; entre 1971 y 1979 se realizó una nueva restauración, a cargo de Jordi Querol i Piera, centrada en la fachada y la terraza; otra en 1983, a cargo de Carles Buxadé y Joan Margarit, que efectuaron un diagnóstico completo del estado estructural del edificio, cuyas deficiencias fueron subsanadas desde entonces en fases sucesivas, a cargo de Antoni González Moreno-Navarro y Pau Carbó, especialmente en la fachada, las plantas baja y subterránea, la cúpula del salón y la terraza con sus chimeneas. En 1992 la Diputación adquirió parte del mobiliario original a los descendientes del conde Güell, que pudo ser instalado nuevamente en su ubicación original. También se situó en la cochera un carruaje tipo cupé, como el de la familia Güell, proveniente del Museo de Artes Decorativas. En 1998 se restauraron el oratorio y las pinturas de Aleix Clapés. Por último, entre 2004 y 2011 se efectuó una nueva restauración completa del edificio a cargo de Antoni González, que actualmente está abierto al público y se puede visitar en su totalidad.
En 1969 el palacio Güell fue declarado Monumento Histórico-Artístico de Carácter Nacional, y desde el año 1984 forma parte del Patrimonio de la Humanidad de la Unesco, dentro del lugar Obras de Antoni Gaudí.
En 2022, la Diputación adquirió dos fincas vecinas a ambos lados del palacio Güell: el edificio anexo a la casa Fradera, en el número 1 bis de la calle Nou de la Rambla; y la casa Jordà, en el número 7 de la misma calle. Esta ampliación permitirá abrir nuevos espacios de exposición en el edificio original gaudiniano, destinados hasta ahora a oficinas y servicios complementarios y que ahora se podrán abrir al público. Entre otros, se prevé que puedan ser visitados espacios como la biblioteca o el despacho de Eusebio Güell, que hasta ahora no se podían ver en una visita normal. El espacio nuevo visitable será de 500 m².

## Descripción

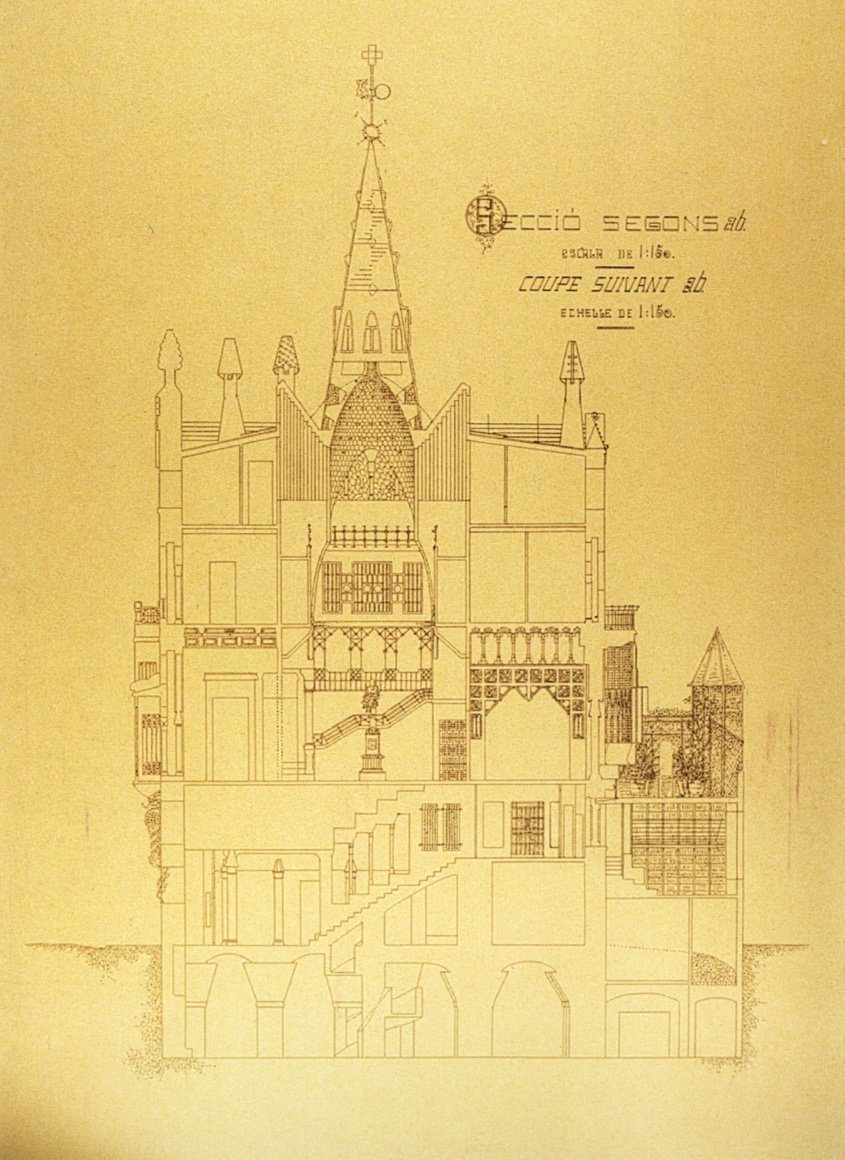
Sección del palacio Güell, realizada por Joan Alsina i Arús en 1910

El palacio Güell se yergue sobre un solar de planta casi rectangular, de 18 x 22 metros, con un edificio anexo en la parte sudoeste, de 6 x 20 m. La estructura está sustentada en los muros de las fachadas, de piedra natural, así como en las paredes medianeras, de ladrillo, además de pilares de ladrillo en el sótano y de piedra en los demás pisos. La medianera del lado este fue en principio fachada vista, por lo que fue rebozada y pintada con un fresco de Aleix Clapés que representaba a Hércules buscando las Hespérides, inspirado en el poema L'Atlàntida de Jacinto Verdaguer, hoy desaparecido.
El edificio se compone de sótano para caballerizas, planta baja con recibidor, portería, cochera y diversas áreas de servicios, entresuelo para el área administrativa, planta noble para el área social, segundo piso para el área privada (dormitorios, baños), tercero con el área de servicio, la cocina y la lavandería, y azotea. En total, el edificio presenta una superficie de 2850 m².
El diseño general sigue las líneas de sus creaciones de aquella época, marcada por el estilo oriental aplicado al diseño de sus obras. En este palacio culmina una etapa de predominio de las formas de inspiración árabe, bizantina o mudéjar, con realizaciones como la Casa Vicens, los Pabellones Güell o El Capricho de Comillas. Gaudí diseñó con esmero tanto el exterior como el interior del palacio, con una suntuosa decoración de estilo mudéjar, donde destacan los techos con artesonados de madera y hierro. Asimismo, Gaudí estudió con eficiencia todas las soluciones técnicas y estructurales del edificio, cuidando al máximo detalle aspectos como la iluminación, la ventilación o el aislamiento acústico del exterior.
Gaudí lideró un amplio equipo de técnicos y artesanos, como los arquitectos Francesc Berenguer y Camil Oliveras, el maestro de obras Claudi Alsina, el decorador Francesc Vidal i Jevellí, el constructor Agustí Massip, los forjadores Joan Oñós, Salvador Gabarró y los hermanos Lluís y Josep Badia i Miarnau, los ebanistas Antoni Oliva, Julià Soley y Eudald Puntí, y los marmolistas hermanos Ventura. Asimismo, en el ámbito artístico contó con la colaboración de los pintores Aleix Clapés, Alexandre de Riquer y Ramon Tusquets, y los escultores Joan Flotats y Rossend Nobas. En cuanto a los proveedores, los elementos de ferrería eran de los Talleres Torras, la vidriería del Taller Pelegrí y la cerámica de Pujol i Bausis.

### Fachada

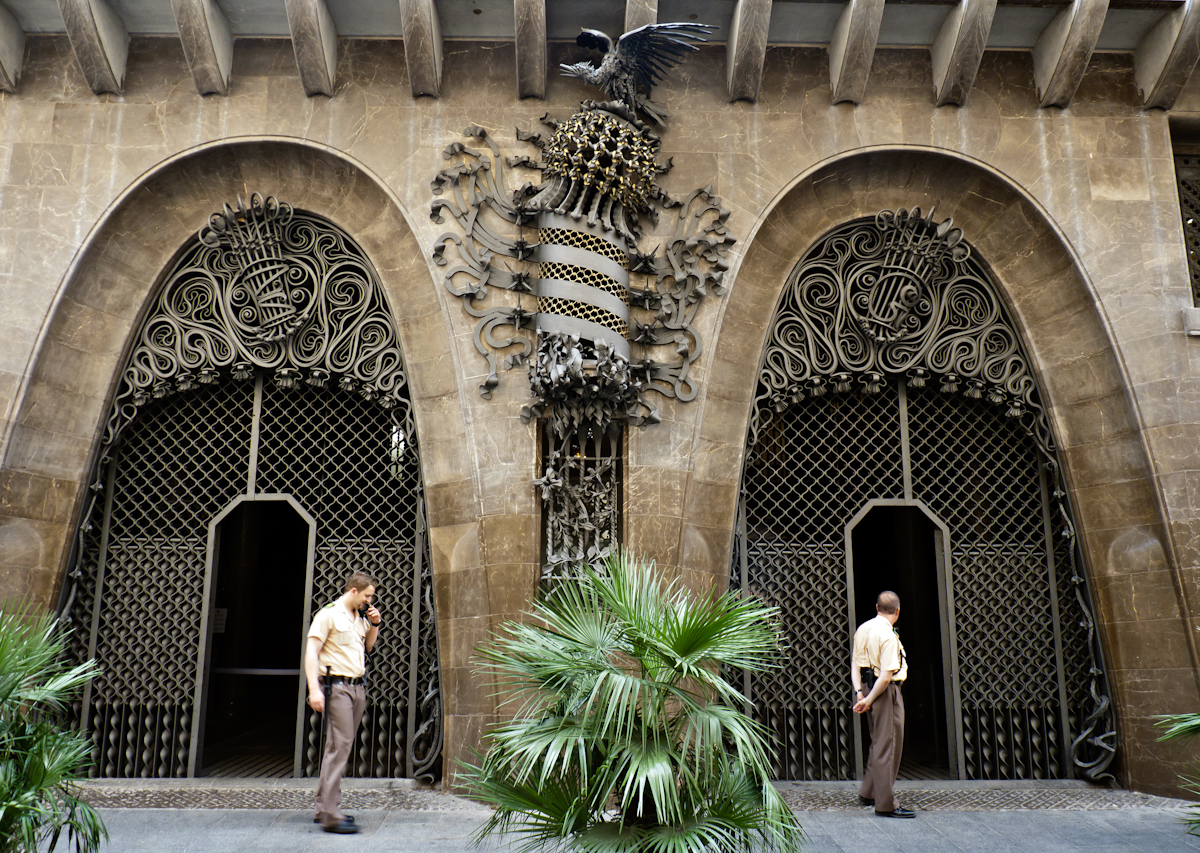
Entrada

El edificio está construido con piedra calcárea de Garraf, donde Güell tenía una finca, las Bodegas Güell. Siendo la calle tan poco ancha, resulta difícil observar la fachada en su totalidad, que sin embargo está diseñada con una gran monumentalidad. La fachada se presenta en tres niveles, quebrados en el costado derecho para no interferir con el edificio contiguo: el primer nivel corresponde al bajo y el entresuelo, y presenta la piedra cortada con sierra y pulida; incluye las puertas de acceso, con forma de arcos parabólicos, mientras que a la derecha se sitúa la entrada de servicio, y completan el conjunto una serie de ventanas protegidas con rejas de hierro. El segundo nivel está formado por la tribuna de la planta noble, sustentada por 21 ménsulas, con la piedra pulida como en el primer nivel. Por último, el tercer nivel corresponde al segundo y tercer piso, con la piedra trabajada con punzón: el segundo piso presenta cinco ventanas flanqueadas por dos balcones, mientras que en la parte derecha (la de servicio) se encuentra una pequeña tribuna apoyada sobre tres cartelas y con un coronamiento de forma escalonada; el tercer piso contiene una fila de pequeñas ventanas, y está coronado por una balaustrada de forma almenada.

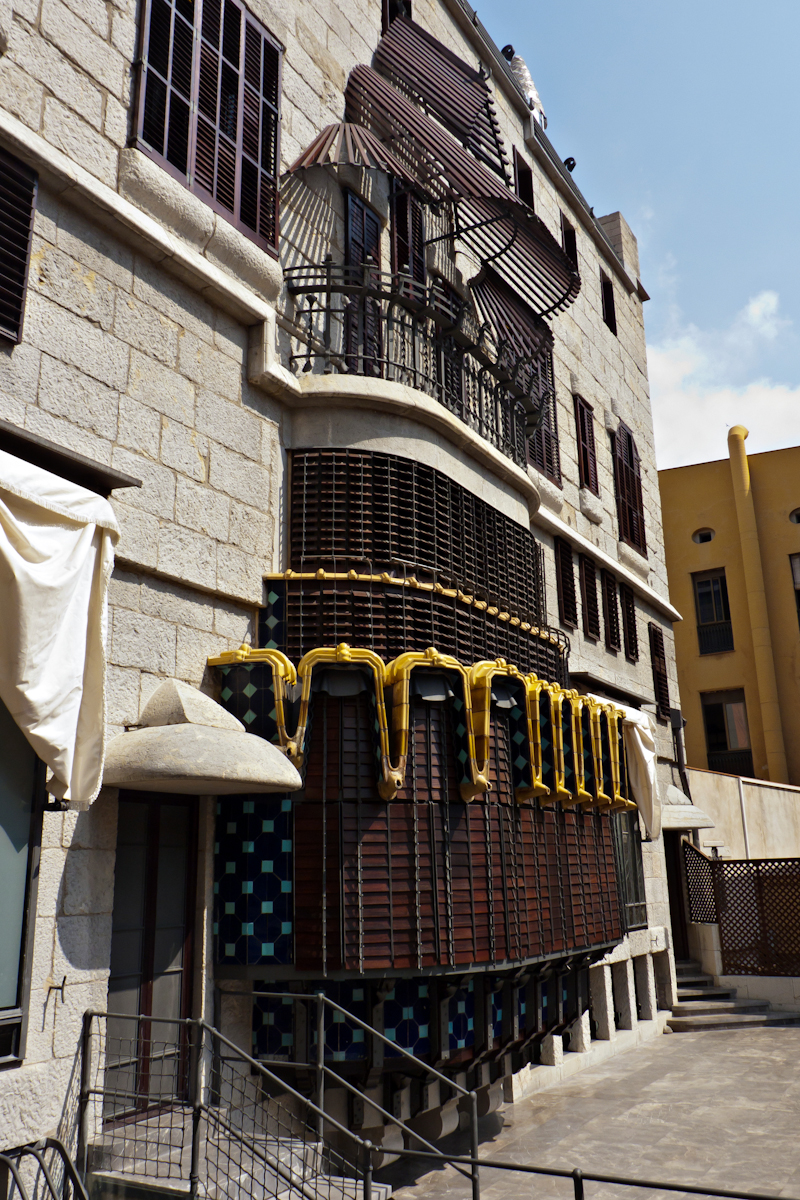
Fachada posterior

Del conjunto de la fachada destacan las puertas de entrada, que en su parte superior presentan unas rejas caladas de hierro forjado, que representan dos serpientes que con sus colas forman las letras E y G (de Eusebio Güell), mientras que entre las puertas se sitúa otra celosía de hierro ornamentada con el escudo de Cataluña y un yelmo con un ave fénix, obra de Joan Oñós. La entrada tiene unas dimensiones impresionantes, pensadas para que los visitantes pudiesen acceder a ella montados en sus caballos, o bien en sus carruajes. Para los caballos existían en el sótano establos, lo cual en aquella época era totalmente innovador; se accedía a ellos a través de una ingeniosa rampa de forma helicoidal ideada por Gaudí.
El edificio presenta una fachada posterior que da al patio de manzana, dividida en dos órdenes diferenciados: el inferior corresponde a la planta noble, donde se sitúa un patio trasero al que se accede a través del comedor; presenta una ingeniosa tribuna con persianas de madera y revestida en cerámica de colores azul y negro, con dos ventanales metálicos en los costados, y en los flancos dos pequeñas puertas de acceso a la terraza y otra con una pasarela que comunica con el cuerpo lateral anexo del edificio. Separado de este nivel por una imposta de piedra que sobresale de la pared se halla el nivel superior, donde destaca un umbráculo o brise-soleil de madera y hierro, situado sobre la tribuna. La fachada está coronada por una cornisa de piedra con una barandilla de hierro. Toda la fachada posterior presenta la piedra trabajada con punzón. Por último, la fachada del cuerpo anexo, destinado a servicios, está hecha en obra vista, con un gran ventanal metálico con una columna de hierro fundido a la altura de la planta noble, y en los pisos superiores un conjunto de ventanas divididas por columnas y rematadas con arcos triangulares. Este cuerpo anexo está coronado con un alero de ladrillo de forma escalonada, con una barandilla de hierro.

### Interior

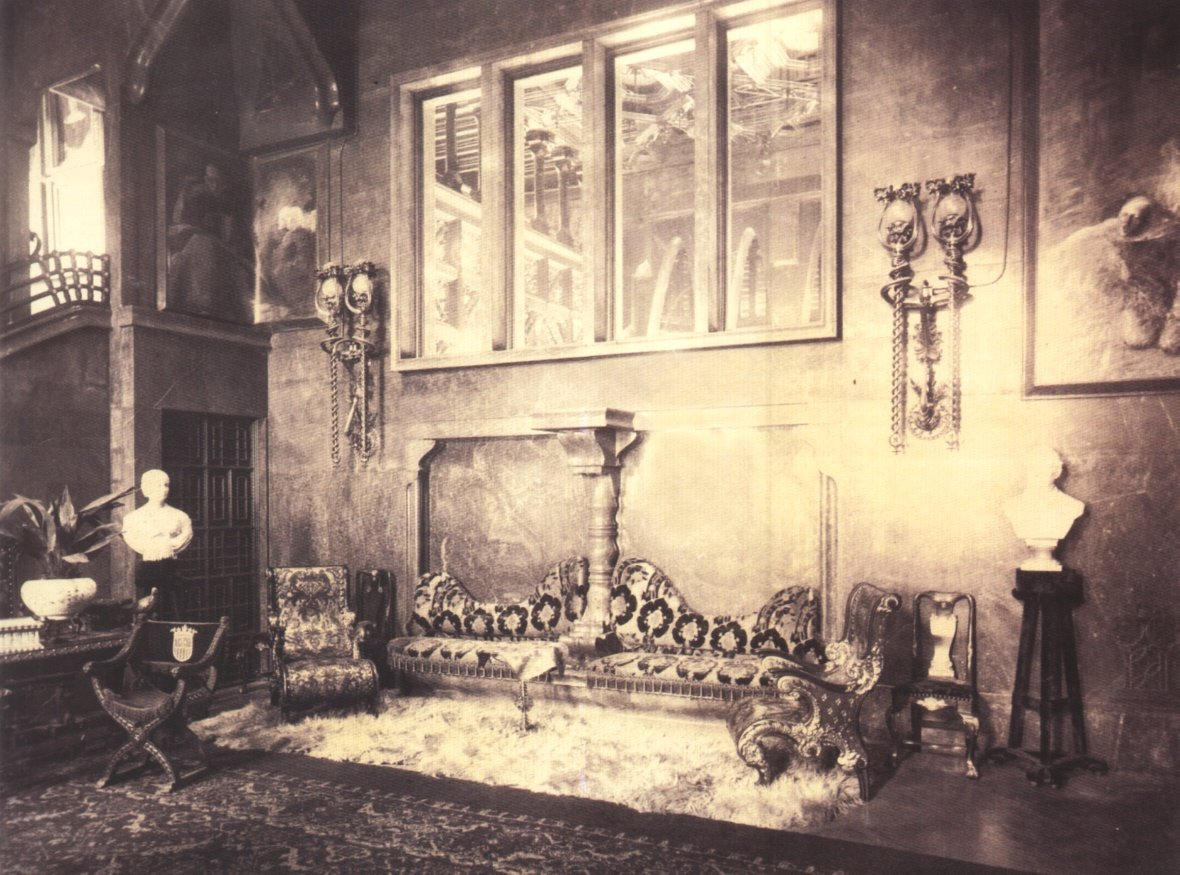
Planta noble (foto de 1892)

El interior del edificio está concebido para armonizar de forma cómoda la vida pública y la privada, el área de la familia y la de servicios. Para ello, el vestíbulo de la planta baja conecta de forma óptima con las diversas partes del edificio: en el centro se encuentra la escalera principal, al fondo la cochera y el acceso al sótano, en el lado este la portería y en el oeste la escalera de servicio y el ascensor. Siguiendo la escalera principal se llega primero al entresuelo, donde a la derecha se hallaba el despacho del señor Güell, más la biblioteca y las estancias de administración y archivo; y a la izquierda un vestíbulo y una sala de descanso.
Del vestíbulo del entresuelo parte la escalera de honor, que da acceso a la planta noble, organizada alrededor de un gran recibidor central de 80 m², que tiene una altura de tres plantas (17,5 m). Este recibidor es el núcleo central del edificio, al estar rodeado por las principales estancias del palacio. Destaca por su cubierta con doble cúpula de perfil paraboloide en el interior y cónico en el exterior, solución típica del arte bizantino. La cúpula se asienta sobre arcos torales igualmente parabólicos, y está perforada con pequeños óculos que permiten el paso de la luz natural; tiene un revestimiento de placas de alabastro de color rojizo, de forma hexagonal. Al acceder por la escalera de honor aparece una primera crujía (norte) que da acceso a cuatro espacios: un primer vestíbulo de acceso, la sala de acceso al salón (o Sala de pasos perdidos), la sala de visitas y un tocador para señoras. Estos espacios están delimitados por una galería de arcadas que se corresponde con la tribuna de la fachada exterior, donde Gaudí empleó un original sistema de arcos catenarios y columnas con capiteles hiperboloidales, estilo no empleado ni anterior ni posteriormente a Gaudí. La sala de visitas está decorada con un artesonado de madera de roble revestido de pan de oro y ornamentos de hierro forjado, y vidrieras con representaciones de flores de loto y medallones con efigies de personajes literarios creados por William Shakespeare.

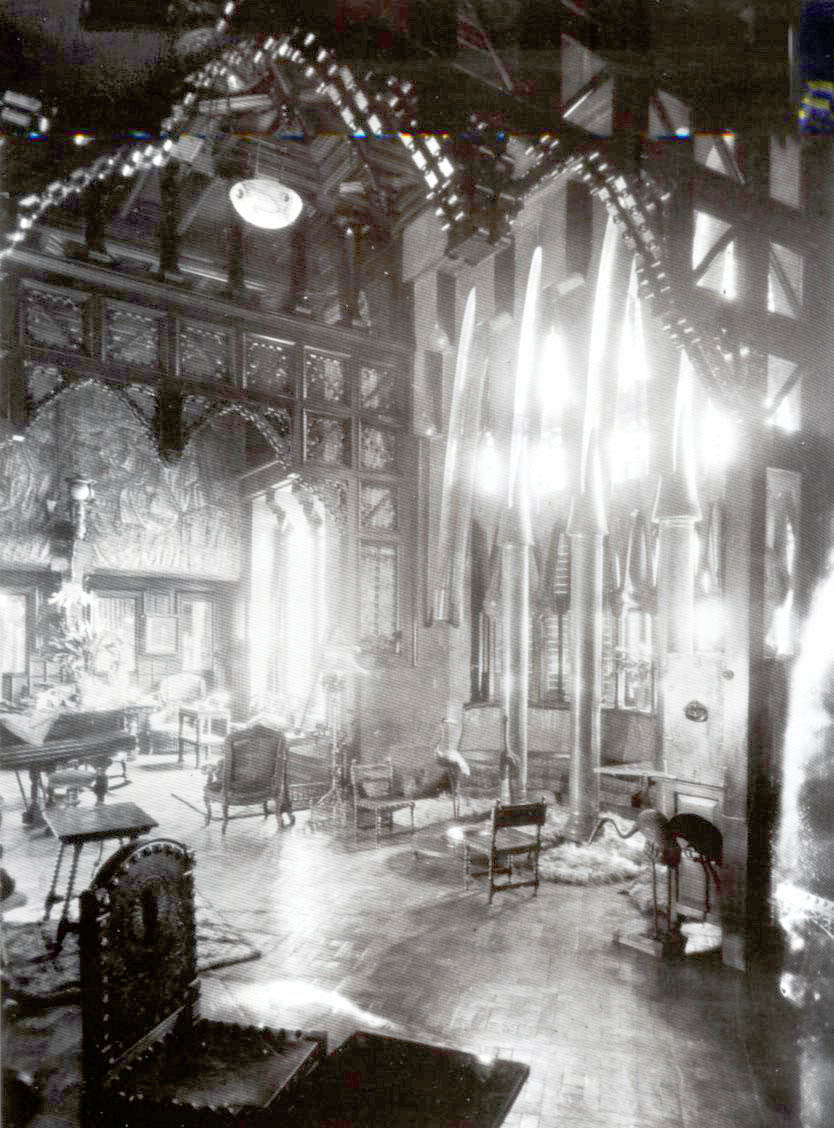
Sala de Confianza (foto de 1890)

A continuación viene el gran salón central, que es el que estaba más ricamente decorado, con mobiliario y obras de arte de gran valor, donde destacaban varios bustos que representaban a Joan Güell, Antonio López (marqués de Comillas) e Isabel López Bru, obra de Rossend Nobas. También había varias pinturas al óleo de Aleix Clapés: Santa Isabel reina de Hungría dando su corona a un pobre, Familia campesina orando al pie de una cruz termal, Niñas jugando y un retrato de Jaume Balmes. Del mobiliario destaca un sofá-escaño de alabastro y brocatel diseñado por Gaudí, y una silla denominada Phebus, de Vidal i Jevellí, de estilo neogótico flamígero, inspirado en la ebanistería bávara.

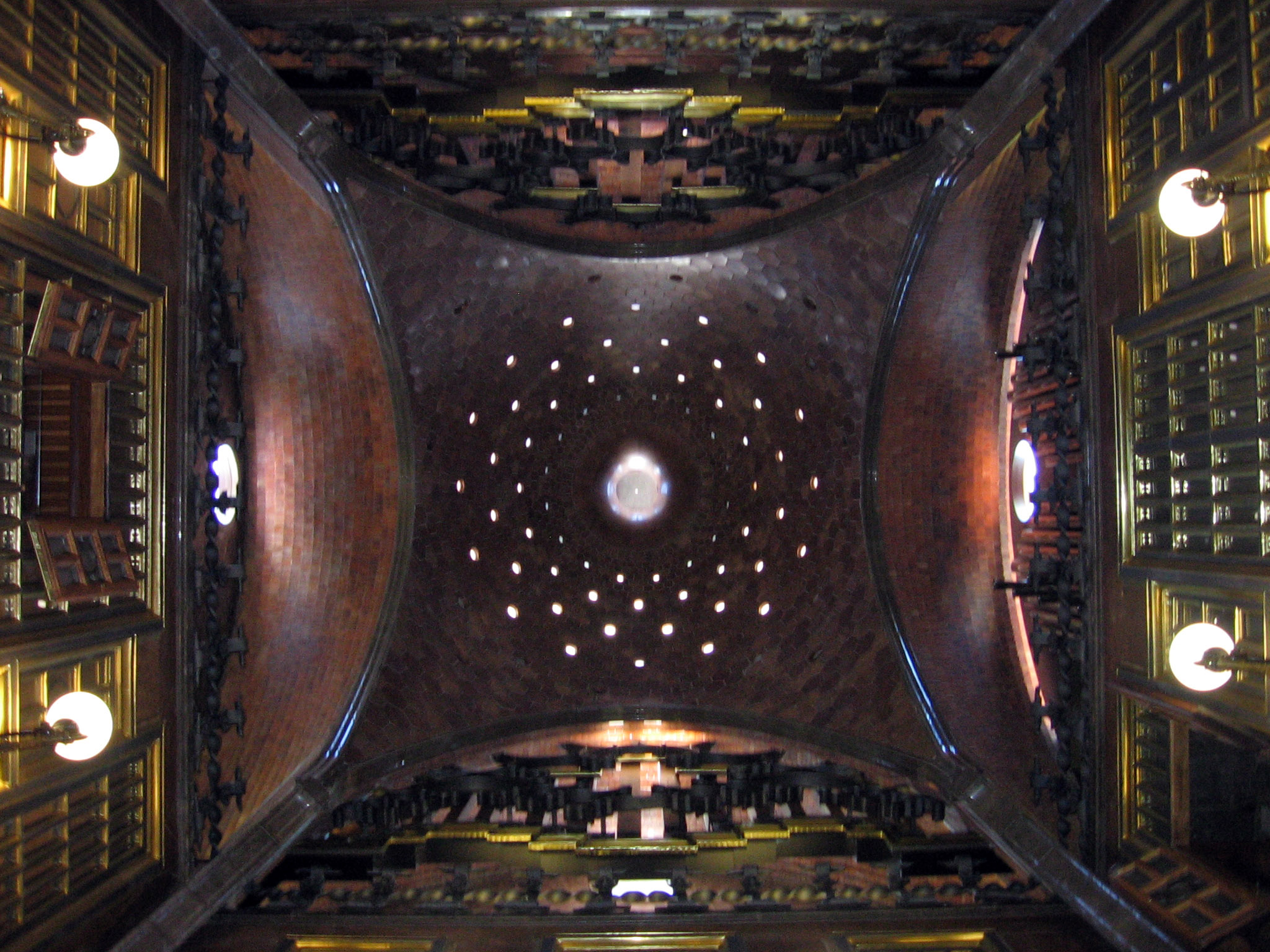
Cúpula central

A ambos lados del gran salón se hallaban: una capilla-oratorio (a la derecha), decorada con pinturas de los doce apóstoles, obra de Aleix Clapés, y una imagen de la Purísima en el altar, obra de Joan Flotats, que fue destruida en 1936; y un órgano a la izquierda, obra de Aquilino Amezua, que tenía dos teclados manuales de 56 notas y otro de pedal de 27, con acoplamientos completos, trémolos, expresión y anuladores de lengüetería; la consola, diseñada por Gaudí, se encontraba en el piso principal, mientras que la ventilación se hallaba dos pisos más arriba, bajo la cúpula. El órgano se echó a perder durante la Guerra Civil, periodo en el que el metal fue fundido. En 2012 finalizó el proceso de construcción de un nuevo instrumento, construido en Collbató por el maestro organero Albert Blancafort, compuesto de 1386 tubos, con 22 registros, dos teclados manuales de 56 notas y otro de pedal de 30 notas.
Del lado este del salón parte una escalinata que lleva a la tribuna elevada de la planta noble —ya que esta tiene una altura de 6,5 metros—, donde se solían situar los músicos en las fiestas y eventos organizados por los Güell; de aquí se accede a una pequeña sala que fue utilizada como despacho por Àngel Guimerà cuando en el palacio se instaló el Instituto del Teatro. En la crujía sur de la planta noble se hallaban el comedor —donde destaca una gran chimenea diseñada por Camil Oliveras— y la Sala de Confianza, que servía para reuniones y conciertos de piano; de aquí se accede a la terraza del patio de manzana. En la parte correspondiente al edificio anexo de la planta noble se encontraba la sala de billar y de dibujo, mientras que un pasadizo conectaba con la casa de la Rambla que Güell heredó de su padre, donde se ubicaba un pequeño museo que albergaba antigüedades y obras de arte coleccionadas por los Güell.
De la tribuna del salón principal parte una escalera que da acceso a la segunda planta, donde en el lado norte se hallaba una sala de estudio y varios dormitorios, en el centro una sala y lavabos, y en el lado sur el dormitorio principal, varios más a los lados y la sala de baño. Destaca la sala central, decorada con un ciclo de pinturas relativo a santa Isabel de Hungría —en homenaje a la esposa de Güell, Isabel López Bru—, obra de Alexandre de Riquer. Cabe señalar que el dormitorio principal tiene un balcón que se corresponde con el brise-soleil de la fachada posterior. Del mobiliario de este piso destacan una chaise-longue estilo Segundo Imperio francés, situado en el dormitorio principal y que solía ser usado por la mujer de Güell, y un tocador perteneciente a Isabel Güell, ambos diseñados por Gaudí. Por último, en el tercer piso (o desván) se encontraban las habitaciones del servicio, la cocina y los lavaderos, mientras que un último tramo de la escalera de servicio accede a la azotea.
Hay que señalar que diversas piezas ornamentales fueron aprovechadas de una anterior vivienda de Güell, el palacio Fonollar, en la calle de Portaferrissa, del que había sido desahuciado por un conflicto con los anteriores inquilinos. La decoración de esta vivienda había sido diseñada por Camil Oliveras. Antes de irse Güell se llevó los muebles y todos los objetos que pudo transportar, como revestimientos de suelos y paredes, vidrieras, cerámica, chimeneas, lámparas y otros elementos decorativos, que fueron reinstalados en el palacio Güell. Al parecer incluso se aprovecharon las baldosas de los baños del palacio Fonollar para hacer el revestimiento de las chimeneas de la azotea del nuevo palacio.

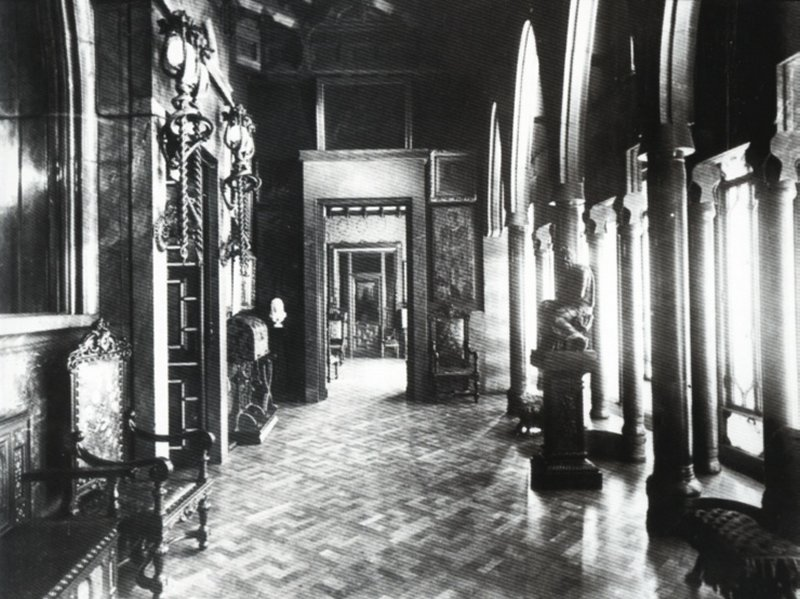
Sala de pasos perdidos
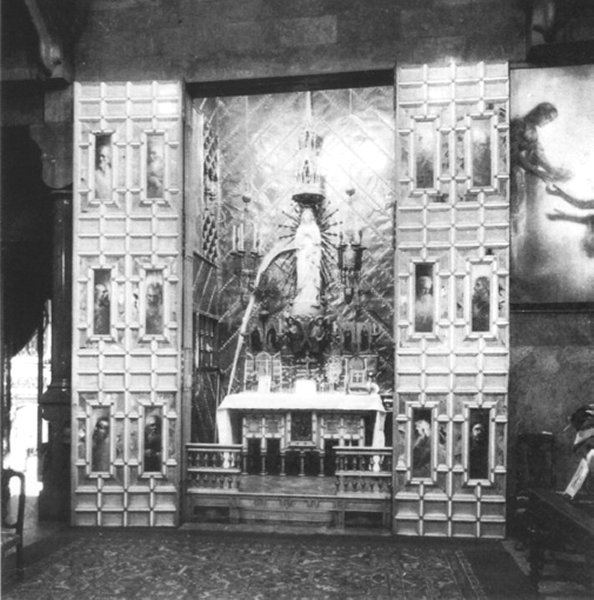
Capilla-oratorio
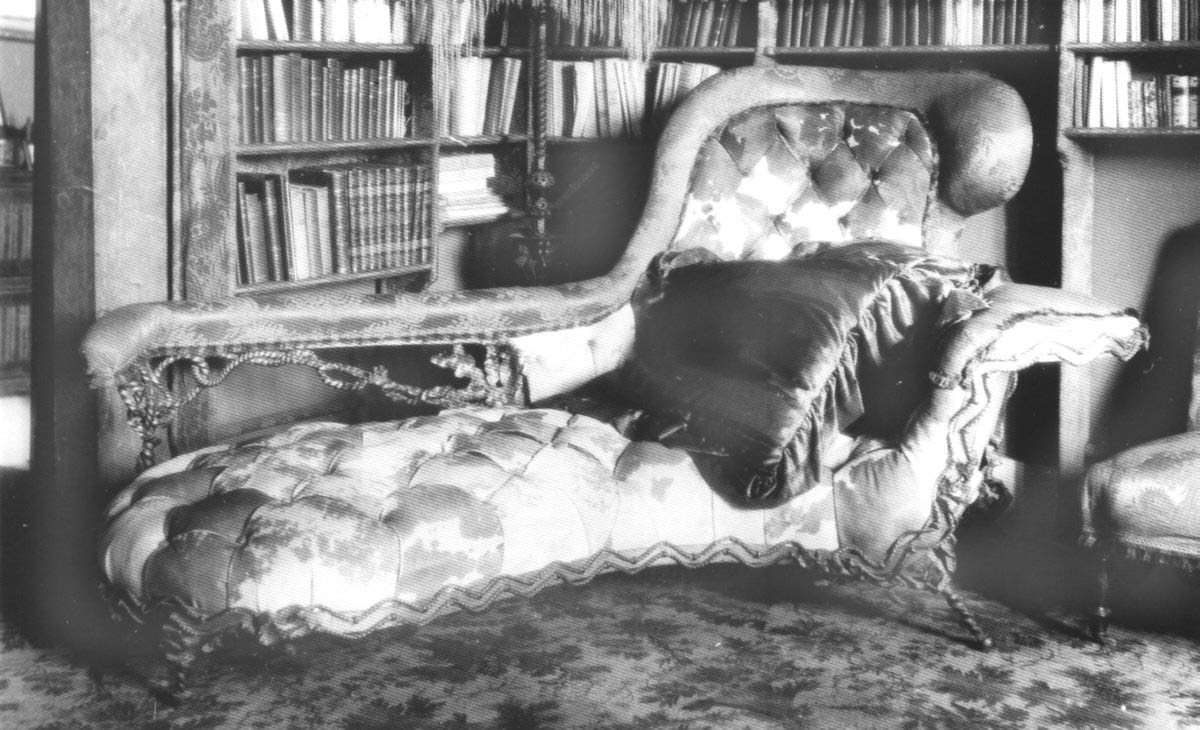
Chaise-longue
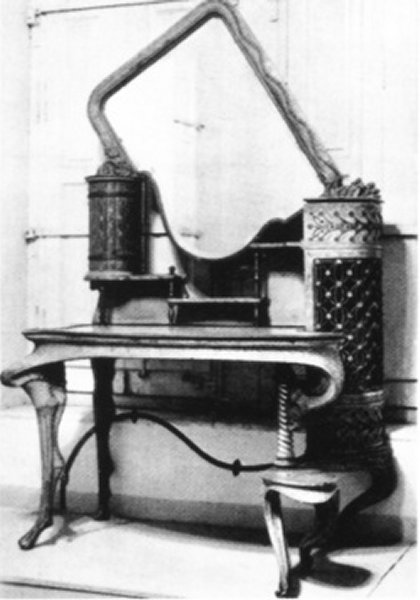
Tocador de Isabel Güell

### Azotea

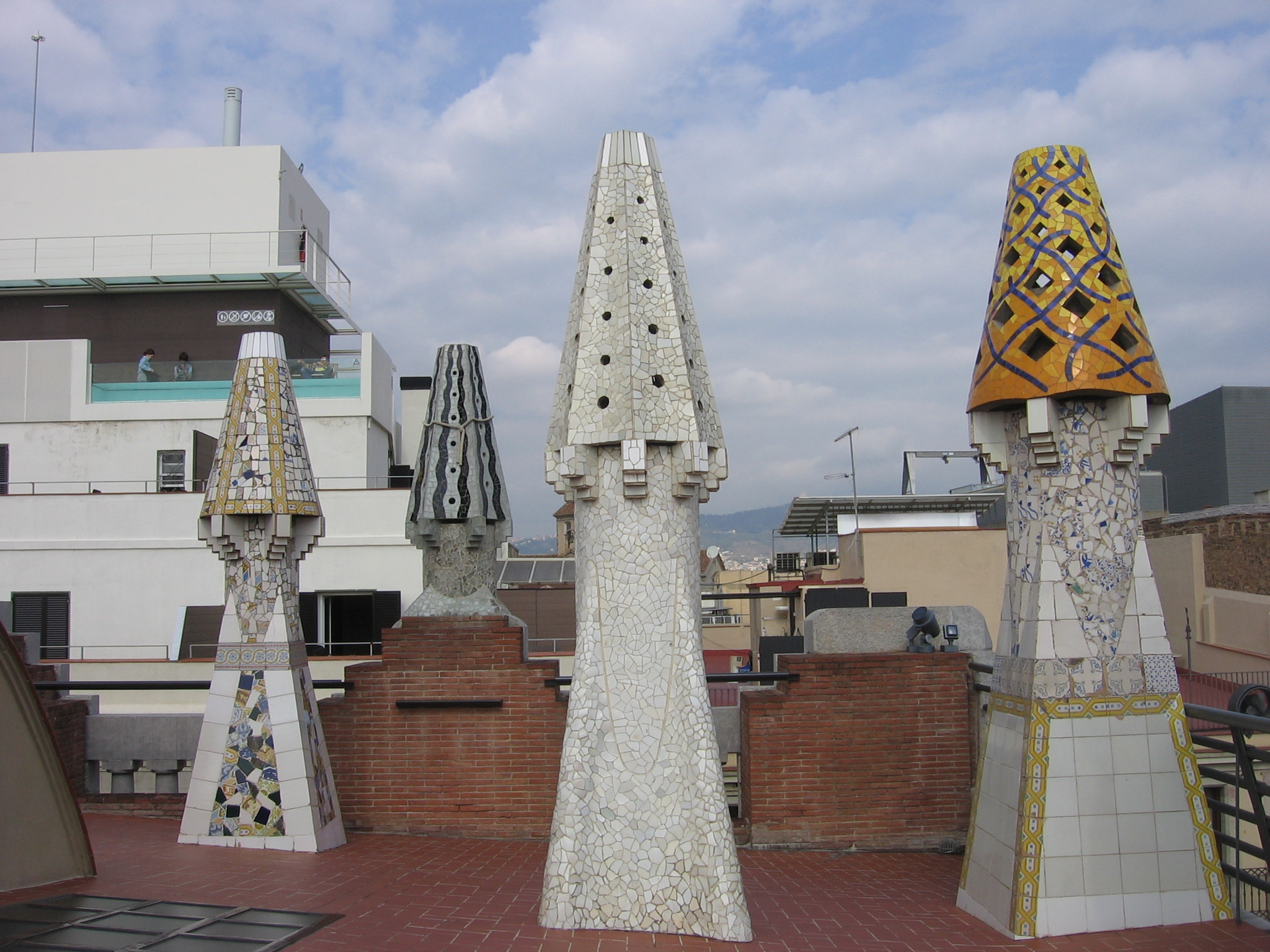
Detalle de la azotea

El edificio está rematado por un terrado de 481 m², de cuatro niveles: el más grande corresponde al cuerpo central del edificio, con 14 chimeneas, cuatro lunetas con forma de cáscara, los tragaluces y la linterna correspondiente a la cúpula central; subiendo seis escalones hay un segundo nivel perteneciente al cuerpo anexo del edificio, con seis chimeneas más; el tercer nivel se encuentra en la caja de la escalera de servicio; y el cuarto, sobre la caja del órgano, desde el que se accedía al interior de la linterna mediante una pasarela.
Del conjunto del tejado destacan por un lado las chimeneas, a las que lejos de tratarlas como elementos molestos, Gaudí les dio carácter decorativo. Con ello inició una forma de diseñar las chimeneas que iría desarrollando en sus siguientes obras, hasta llegar a soluciones espectaculares como en la Casa Batlló y la Casa Milà. En total son 20 chimeneas, construidas en ladrillo y —excepto seis dejadas en obra vista— recubiertas de cerámica (del tipo trencadís, habitual en las obras de Gaudí), vidrio, mármol o porcelana, con variados diseños de vivos colores. Por lo general tienen formas troncocónicas o troncopiramidales, aunque hay alguna de forma prismático-piramidal o cilíndrico-cónica, con capiteles de forma cónica o esférica, con rombos o triángulos, en espiral o en pirámide. La cerámica utilizada para las chimeneas era de la fábrica Pujol i Bausis de Esplugas de Llobregat, una de las más prestigiosas del momento y que tuvo estrechos contactos con la mayoría de arquitectos modernistas. Estas chimeneas fueron restauradas entre 1990 y 1994, con la colaboración de varios artistas, como el ceramista Joan Gardy Artigas, el escultor Joan Mora, y los pintores Robert Llimós y Gustavo Carbó Berthold. Se procuró seguir fielmente los diseños originales, pero en algún punto en que se habían perdido se recurrió a diseños propios de estos artistas, siguiendo por lo general el mismo estilo, con tan solo una pequeña referencia a la contemporaneidad: el logotipo de los Juegos Olímpicos de Barcelona de 1992 con su mascota (Cobi) en la cara sur de la chimenea número 9.
Destaca asimismo la alta aguja en forma de linterna que supone el remate exterior de la cúpula del salón central, hecha igualmente de cerámica y rematada con una veleta-pararrayos de hierro, que contiene la rosa de los vientos, un murciélago y una cruz griega. De forma cónica, tiene 16 metros de altura, y en su parte central presenta ocho ventanas que dan luz al interior del edificio, una de las cuales sirve como puerta y está conectada a la terraza por una pasarela. Un poco más arriba se encuentran doce pequeños huecos de forma romboidal, que permiten la ventilación del interior, así como mantener el equilibrio térmico.

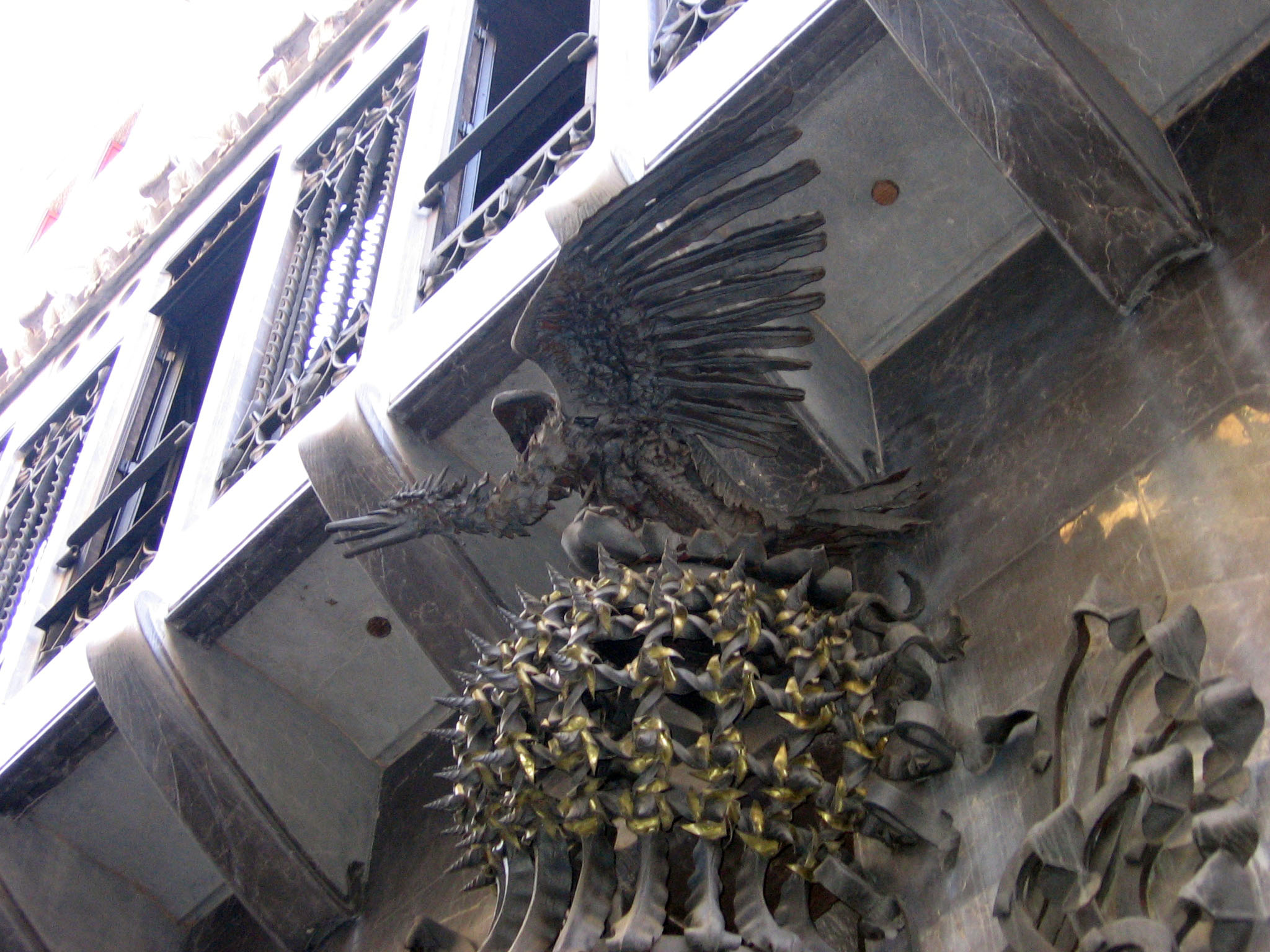
Yelmo de la puerta de entrada
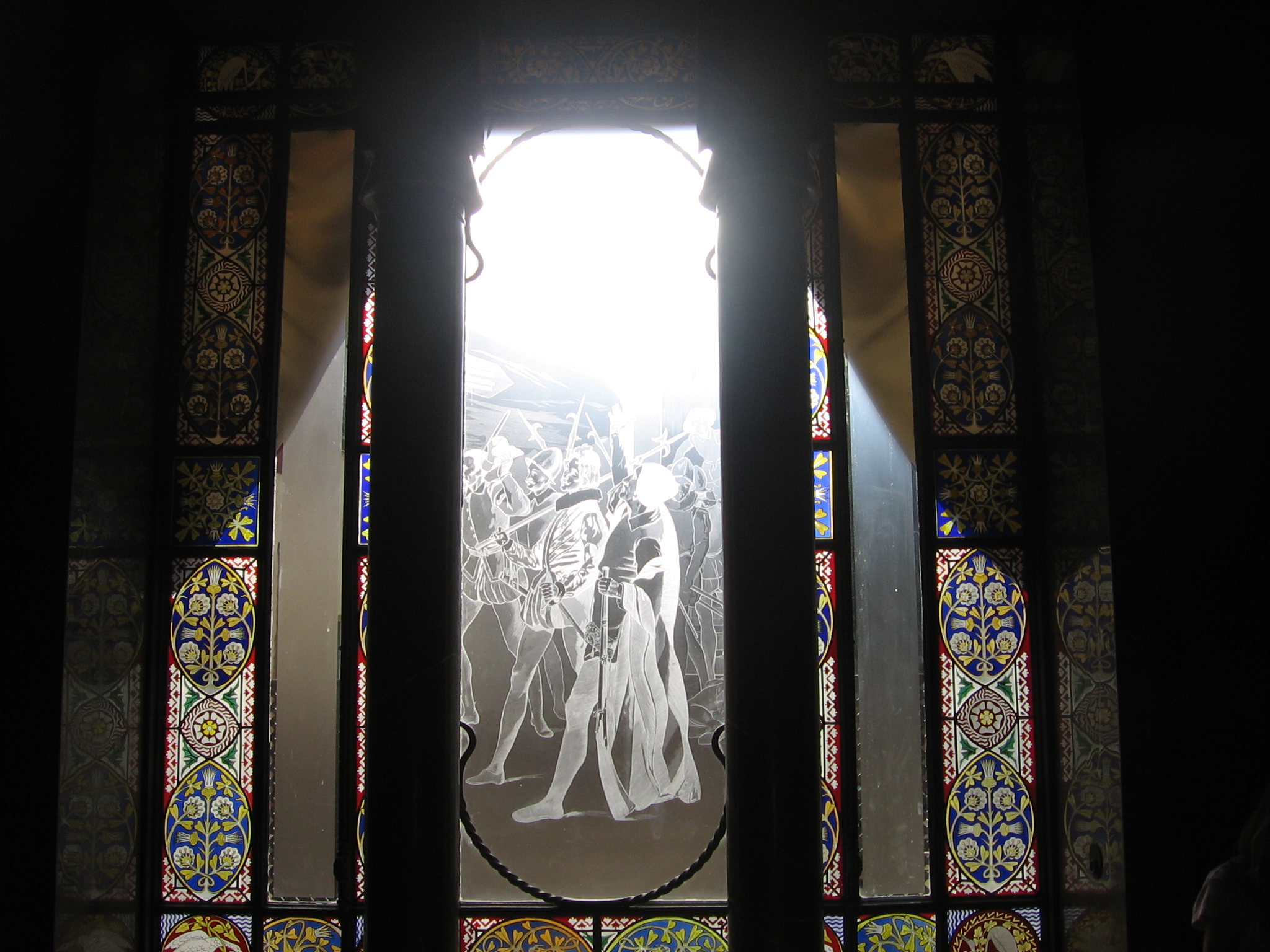
Vitral de la sala de confianza
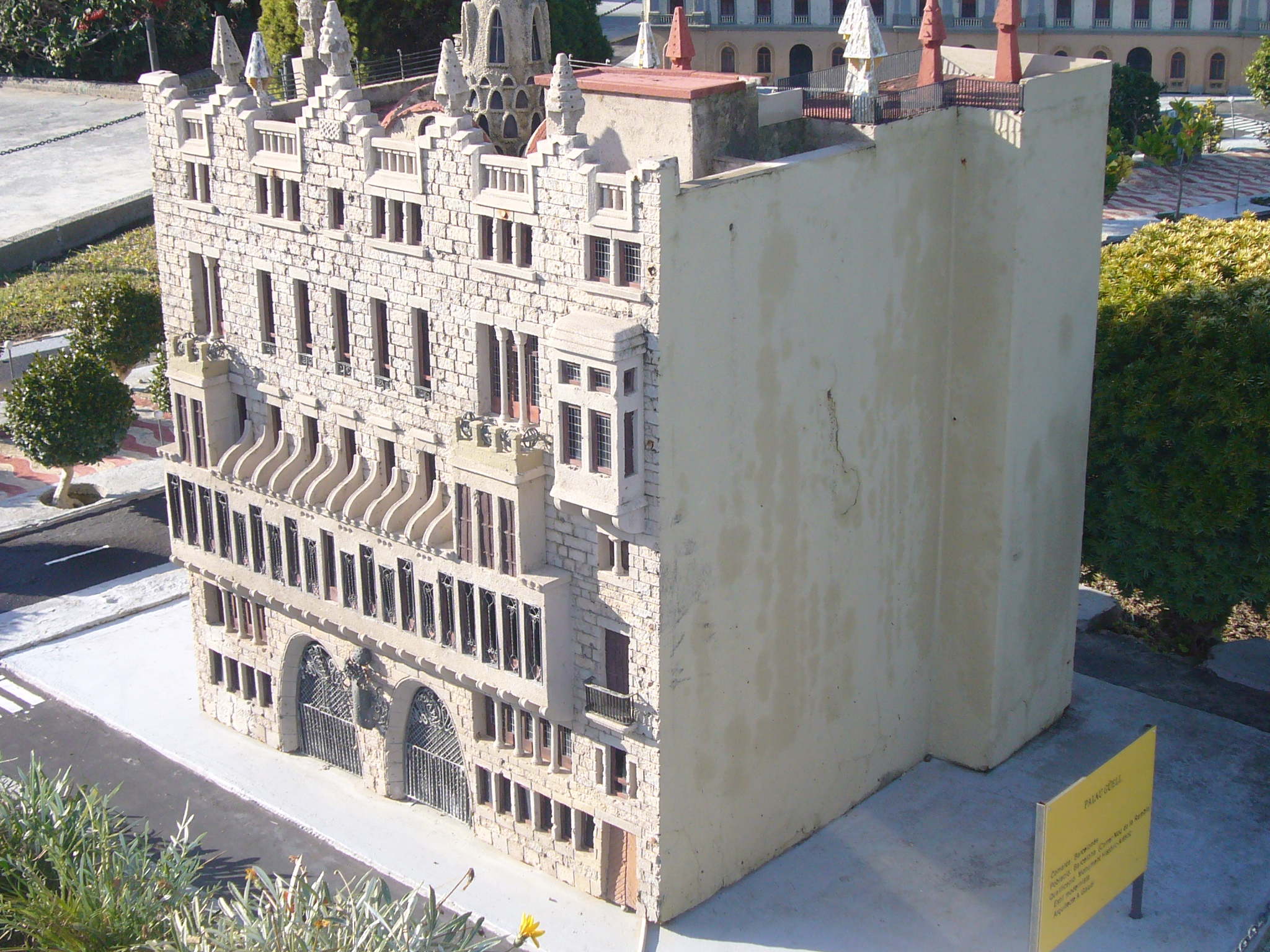
Maqueta del edificio, en Cataluña en Miniatura
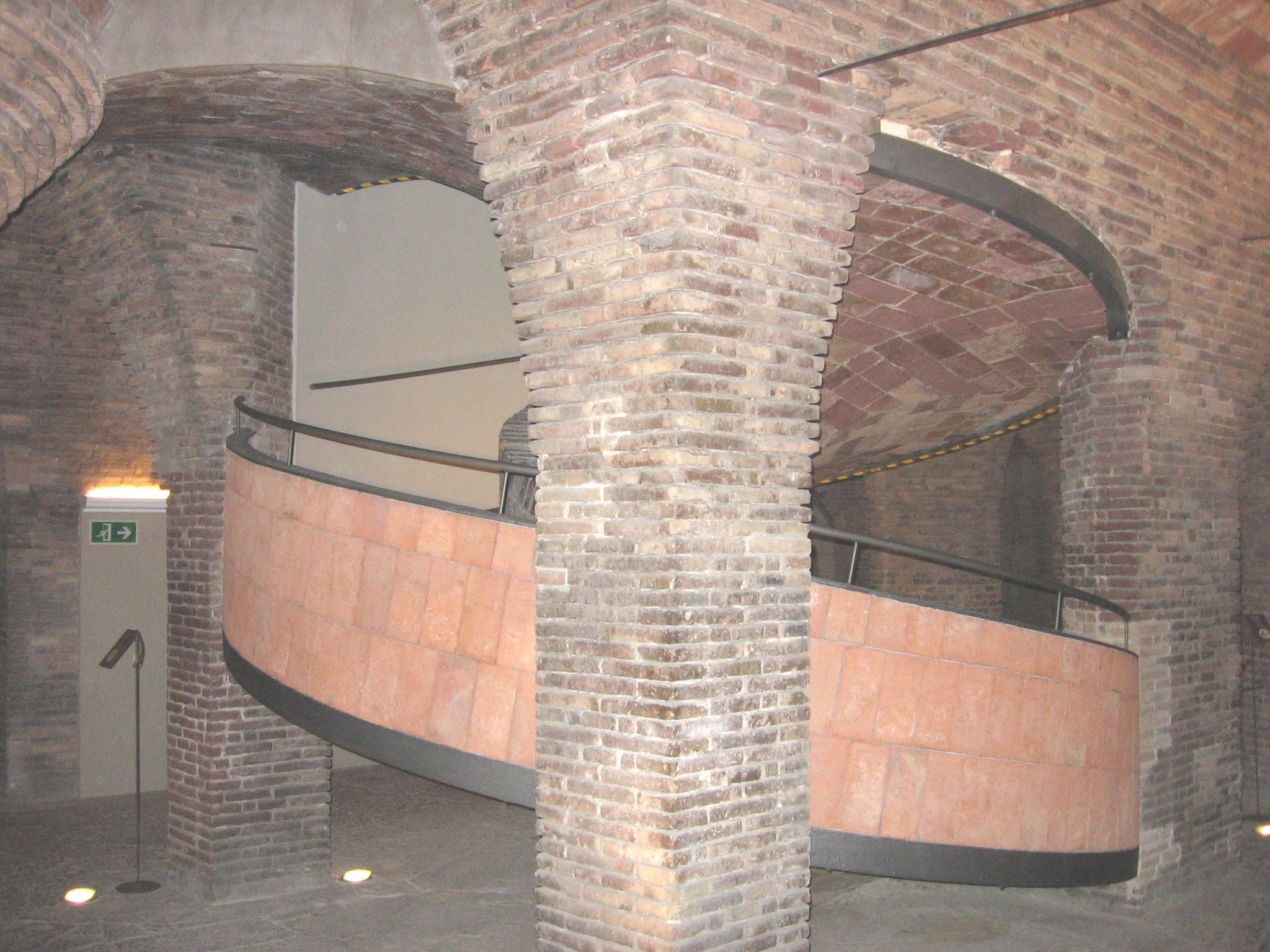
Rampa helicoidal del sótano
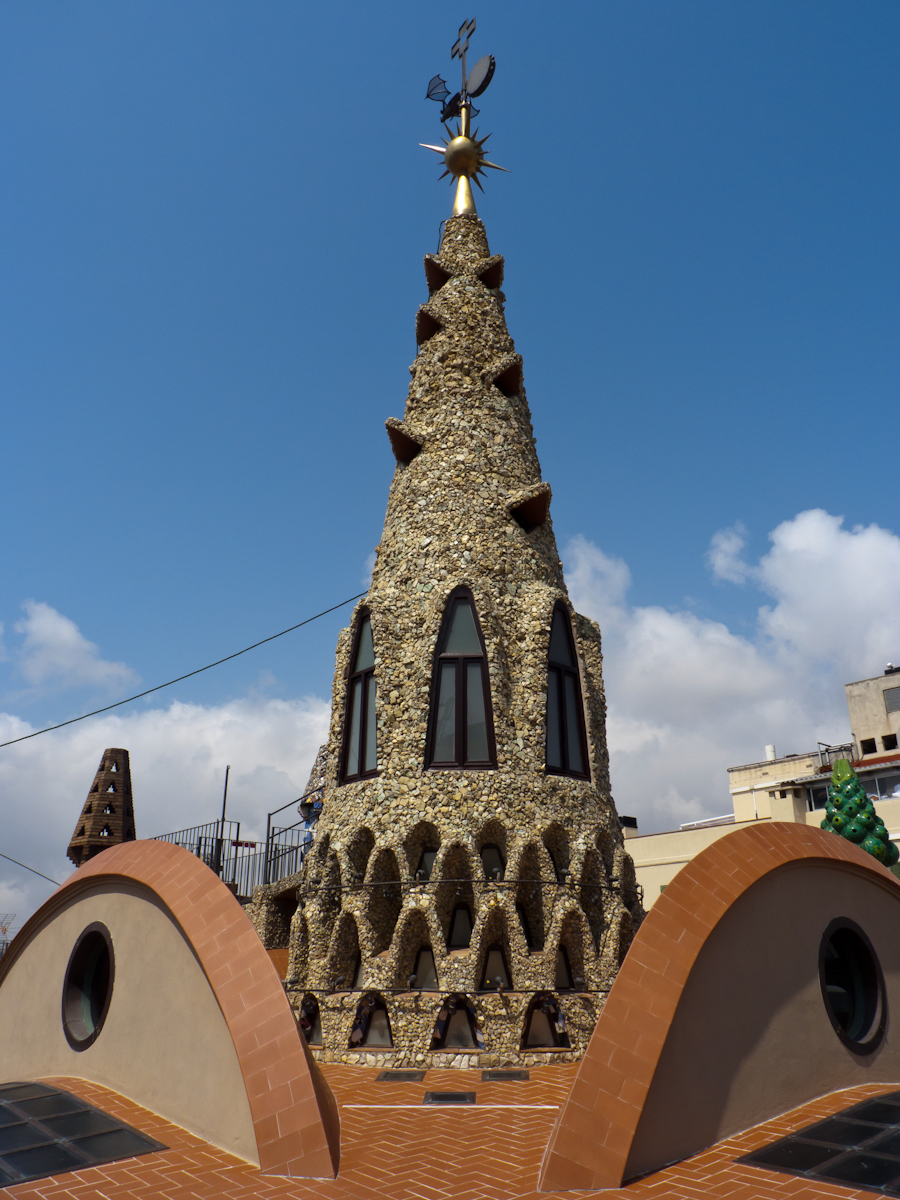
Linterna de la azotea
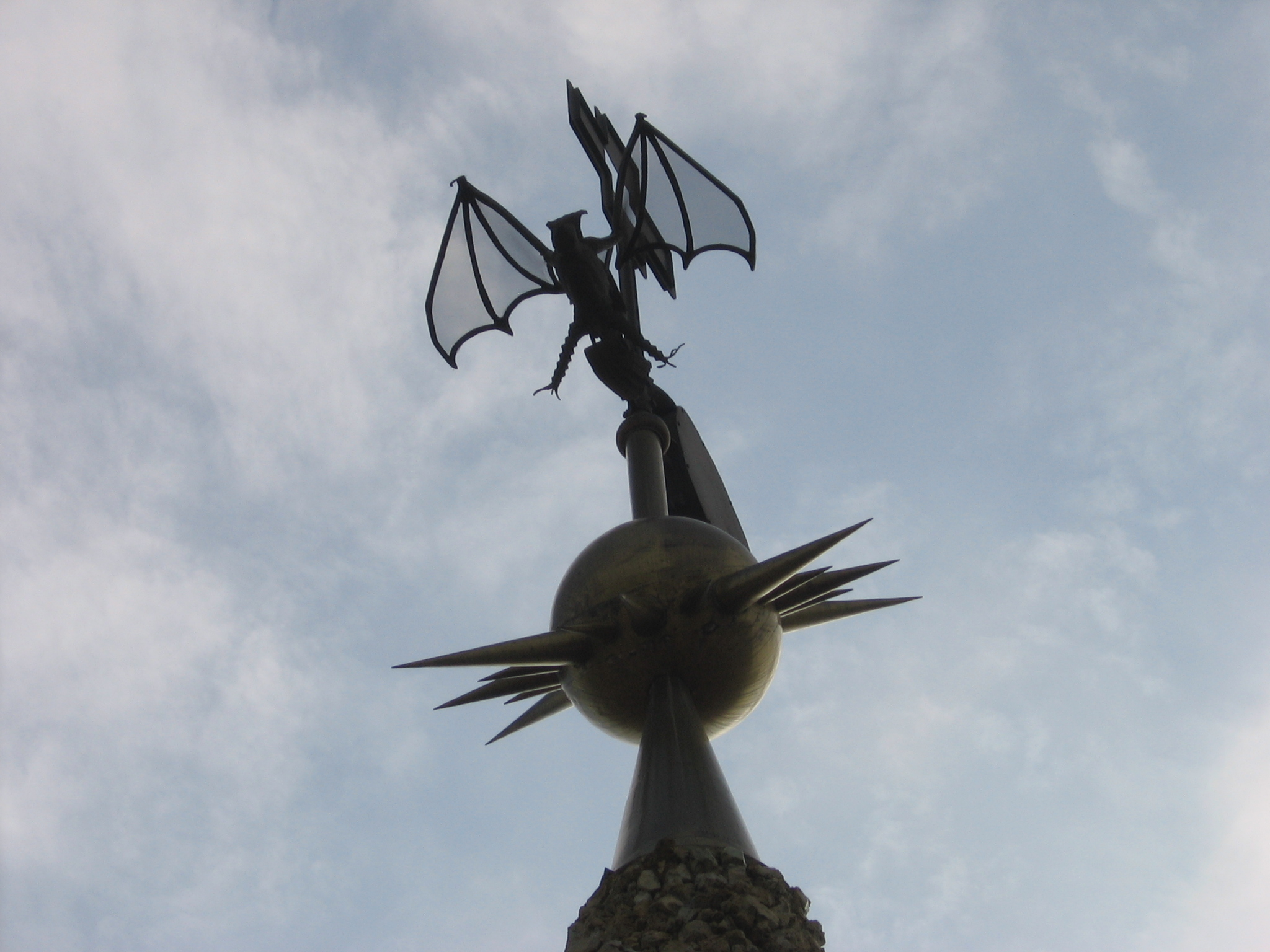
Veleta de la azotea